# Ioannis Marokos
Ioannis Marokos –en griego, Ιωάννης Μαρόκος– (29 de octubre de 1999) es un deportista griego que compitió en remo. Ganó una medalla de plata en el Campeonato Mundial de Remo de 2018, en la prueba de dos sin timonel ligero.

## Palmarés internacional
| Campeonato Mundial | Campeonato Mundial | Campeonato Mundial | Campeonato Mundial     |
| Año                | Lugar              | Medalla            | Prueba                 |
| ------------------ | ------------------ | ------------------ | ---------------------- |
| 2018               | Plovdiv (Bulgaria) | Medalla de plata   | Dos sin timonel ligero |